# François César Legendre
Pour les articles homonymes, voir Legendre.
François César Legendre (24 octobre 1743 à Rouen-31 janvier 1815 à Rouen) est un magistrat et homme politique français.

## Biographie
Président du tribunal criminel de Rouen.
Député de la Seine-Inférieure au Conseil des Cinq-Cents de 1797 à 1799.

## Sources
- « François César Legendre », dans Adolphe Robert et Gaston Cougny, Dictionnaire des parlementaires français, Edgar Bourloton, 1889-1891 [détail de l’édition]
- Necrologie de François César Legendre dans le Bulletin 1815 de la Société libre d'émulation du commerce et de l'industrie de la Seine-Inférieure p. 50-52 [lire en ligne]